# Nederlandse kampioenschappen veldrijden 2022
De Nederlandse kampioenschappen veldrijden 2022 werden verreden op zondag 9 januari in Rucphen. Het was de tweede keer dat de nationale kampioenschappen in Rucphen plaatsvonden. Aanvankelijk was Zaltbommel organisator, maar het trok zich terug vanwege de aangescherpte coronamaatregelen in Nederland, waarna Rucphen bereid werd gevonden om de organisatie over te nemen, op hetzelfde parcours waar drie weken eerder (op 18 december 2021) al een wereldbeker plaatsvond. Tijdens de kampioenschappen werd er enkel gestreden in de categorieën elite en belofte (onder 23 jaar), waarbij de beloften meededen in de wedstrijd voor elite, maar een apart klassement hadden. De wedstrijden voor junioren werden een maand later verreden, op 5 februari 2022 in Hoogeveen.

## Uitslagen

### Mannen elite
Titelverdediger Mathieu van der Poel was wegens rugklachten niet aanwezig.
| Plaats                    | Naam               | Tijd     |
| ------------------------- | ------------------ | -------- |
| Nederlandse kampioenstrui | Lars van der Haar  | 1u02'05" |
| Zilver                    | Corné van Kessel   | + 51"    |
| Brons                     | Mees Hendrikx      | + 58"    |
| 4                         | Ryan Kamp          | + 1'23"  |
| 5                         | Pim Ronhaar        | + 2'17"  |
| 6                         | David van der Poel | z.t.     |
| 7                         | Stan Godrie        | + 3'06"  |
| 8                         | Danny van Lierop   | + 3'22"  |
| 9                         | Tibor del Grosso   | z.t.     |
| 10                        | Luke Verburg       | + 4'07"  |

### Vrouwen elite
Bij de vrouwen was Ceylin del Carmen Alvarado titelverdedigster. Met name wereldkampioene Lucinda Brand, Denise Betsema en Marianne Vos waren favoriet.
| Plaats                    | Naam                       | Tijd    |
| ------------------------- | -------------------------- | ------- |
| Nederlandse kampioenstrui | Marianne Vos               | 51'15"  |
| Zilver                    | Lucinda Brand              | + 19"   |
| Brons                     | Ceylin del Carmen Alvarado | + 32"   |
| 4                         | Fem van Empel              | + 51"   |
| 5                         | Shirin van Anrooij         | + 53"   |
| 6                         | Denise Betsema             | + 1'04" |
| 7                         | Yara Kastelijn             | + 1'15" |
| 8                         | Annemarie Worst            | + 1'18" |
| 9                         | Puck Pieterse              | + 1'35" |
| 10                        | Manon Bakker               | + 2'28" |

### Mannen beloften
De beloften reden mee in dezelfde wedstrijd als de elite.
| Plaats                    | Naam               | Tijd     |
| ------------------------- | ------------------ | -------- |
| Nederlandse kampioenstrui | Mees Hendrikx      | 1u03'03" |
| Zilver                    | Ryan Kamp          | + 25"    |
| Brons                     | Pim Ronhaar        | + 1'19"  |
| 4                         | Danny van Lierop   | + 2'24"  |
| 5                         | Tibor del Grosso   | z.t.     |
| 6                         | Luke Verburg       | + 3'09"  |
| 7                         | Bailey Groenendaal | z.t.     |
| 8                         | Lucas Janssen      | + 4'52"  |
| 9                         | Hugo Kars          | z.t.     |
| 10                        | Joost Brinkman     | + 5'37"  |

### Vrouwen beloften
De beloften reden mee in dezelfde wedstrijd als de elite.
| Plaats                    | Naam               | Tijd    |
| ------------------------- | ------------------ | ------- |
| Nederlandse kampioenstrui | Fem van Empel      | 52'06"  |
| Zilver                    | Shirin van Anrooij | + 2"    |
| Brons                     | Puck Pieterse      | + 44"   |
| 4                         | Isa Nomden         | + 5'32" |
| 5                         | Iris Offerein      | + 7'06" |
| 6                         | Rosa Van Doorn     | + 7'12" |
| 7                         | Elodie Kuijper     |         |
| 8                         | Larissa Hartog     |         |
| 9                         | Marlies Vos        |         |
| 10                        | Anne Van Rooijen   |         |

### Jongens junioren
De wedstrijd voor jongens junioren werd verreden op 5 februari in Hoogeveen en werd gewonnen door David Haverdings.
| Plaats                    | Naam                 | Tijd    |
| ------------------------- | -------------------- | ------- |
| Nederlandse kampioenstrui | David Haverdings     | 43'44"  |
| Zilver                    | Guus van den Eijnden | + 1'38" |
| Brons                     | Jelte Jochems        | + 1'44" |
| 4                         | Bart Kortleve        | + 3'19" |
| 5                         | Juul Nagengast       | + 3'39" |
| 6                         | Yaël Plas            | + 3'47" |
| 7                         | Jari Prins           | + 4'15" |
| 8                         | Christiaan van Rees  | + 5'05" |
| 9                         | Patrick Nieuwenhuis  | + 5'16" |
| 10                        | Nick Klijn           | + 6'33" |

### Meisjes junioren
De wedstrijd voor meisjes junioren werd verreden op 5 februari in Hoogeveen en werd gewonnen door Leonie Bentveld.
| Plaats                    | Naam                 | Tijd     |
| ------------------------- | -------------------- | -------- |
| Nederlandse kampioenstrui | Leonie Bentveld      | 41'32"   |
| Zilver                    | Lauren Molengraaf    | + 1'46"  |
| Brons                     | Pem Hoefmans         | + 3'31"  |
| 4                         | Julia van der Meulen | + 3'53"  |
| 5                         | Luna Cnossen         | + 4'07"  |
| 6                         | Emma Brouwer         | + 5'57"  |
| 7                         | Isa Looienga         | + 6'26"  |
| 8                         | Silje Bader          | + 7'04"  |
| 9                         | Carmen van der Veen  | + 7'23"  |
| 10                        | Elise Timmerman      | + 10'28" |

Kampioenschappen:  Wereldkampioenschappen ·
 Europese kampioenschappen ·
 Belgische kampioenschappen ·
 Nederlandse kampioenschappen
Klassementen:  Wereldbeker ·
 Superprestige ·
 X²O Badkamers Trofee ·
 TOI TOI Cup ·
 USCX Series ·
 Coupe de France ·
 National Trophy Series ·
 Copa de España ·
 New England Series
Overig:  Ethias Cross ·  Losse crossen België
Geen UCI-cat.:  Giro d'Italia Ciclocross
1963 · 
1964 · 
1965 · 
1966 · 
1967 · 
1968 · 
1969 · 
1970 · 
1971 · 
1972 · 
1973 · 
1974 · 
1975 · 
1976 · 
1977 · 
1978 · 
1979 · 
1980 · 
1981 · 
1982 · 
1983 · 
1984 · 
1985 · 
1986 · 
1987 · 
1988 · 
1989 · 
1990 · 
1991 · 
1992 · 
1993 · 
1994 · 
1995 · 
1996 · 
1997 · 
1998 · 
1999 · 
2000 · 
2001 · 
2002 · 
2003 · 
2004 · 
2005 · 
2006 · 
2007 · 
2008 · 
2009 · 
2010 ·
2011 ·
2012 ·
2013 ·
2014 ·
2015 ·
2016 ·
2017 ·
2018 ·
2019 ·
2020 ·
2021 ·
2022 ·
2023 · 2024 · 2025